# قطعنامه ۱۸۱۱ شورای امنیت
قطعنامه ۱۸۱۱ شورای امنیت سازمان ملل متحد که در تاریخ ۲۹ آوریل ۲۰۰۸ تصویب شد، سندی بین‌المللی دربارهٔ بررسی وضعیت در سومالی است. این قطعنامه طی نشست ۵۸۷۹ام با ۱۵ رای موافق، ۰ مخالف و ۰ ممتنع تصویب شد.